# 6464 Kaburaki
6464 Kaburaki (1994 CK) là một tiểu hành tinh vành đai chính được phát hiện ngày 1 tháng 2 năm 1994 bởi Y. Kushida ở Yatsugatake.